# 木浦的眼泪

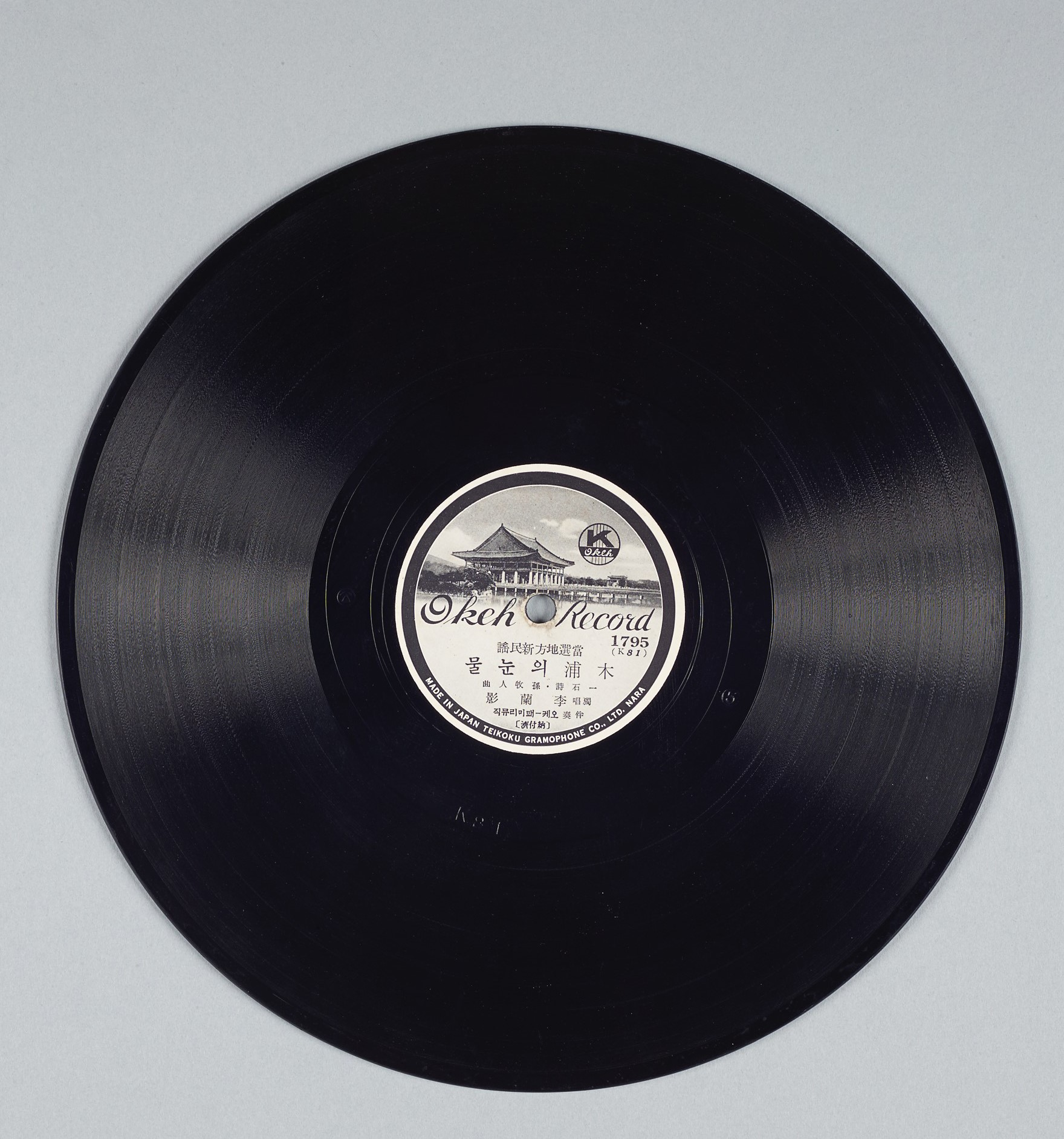
《木浦的眼泪》唱片（1935年）

《木浦的眼泪》（：／）是流传于朝鲜半岛的一首演歌，创作于1935年，由孙牧人创作，并由李兰影初次演唱。

## 概况
这首歌曲创作于朝鲜日治时期的1935年，在孙牧人和李哲于早稻田大学会面期间创作而成，并于朝鲜日报上首次发表。歌曲讲述了朝鲜船夫在木浦港口看到的一切，表现了朝鲜人民对亡国的忧愁，反映出了当时生活在殖民地的朝鲜人民对于自由的渴望。这所歌曲在后来广为传唱，韩国前总统金大中十分喜欢这首歌曲，而且海泰老虎队也会经常播放这首歌曲。直至今日，这首歌曲在朝鲜民主主义人民共和国和大韩民国都很流行。普天堡电子乐团曾翻唱该曲。